# Prizrak
Prizrak (russisk: Призрак) er en russisk spillefilm fra 2015 af Aleksandr Vojtinskij.

## Medvirkende
- Fjodor Bondartjuk - Jurij Gordejev
- Semjon Treskunov - Vanja
- Jan Tsapnik - Gena
- Ksenija Lavrova-Glinka
- Igor Ugolnikov - Polzunov